# جريمة الردة وعقوبة المرتد (كتاب)
جريمة الردة وعقوبة المرتد كتاب من تأليف الدكتور الشيخ يوسف القرضاوي المصري، طبعته مؤسسة الرسالة ـ بيروت، يتكلم الكتاب عن عقوبة المرتد في الإسلام ويثبت أن العقوبة له القتل بدلائل القرآن والسنة وإجماع الصحابة ويجيب عن بعض النقاد لهذه المسألة. قد ترجم الكتاب إلى اللغة الأردية وطبع بمدينة ملتان، باكستان من قبل «إدارة ضياء السنة»، مترجمه: الحافظ خواجه محمد عبد النافع الحنفي الملتاني.